# Battaglia del Rosebud

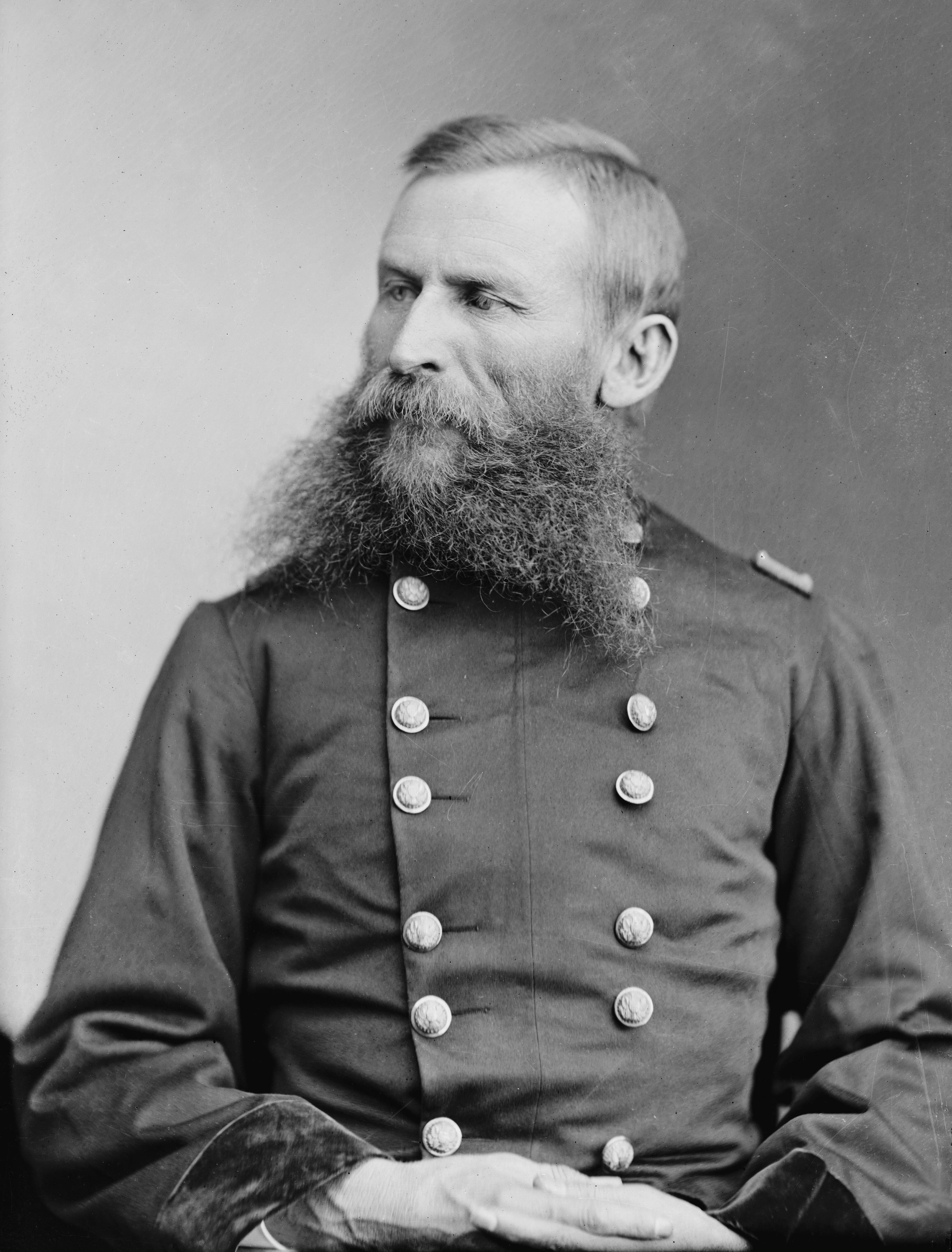
Generale George Crook

La battaglia del Rosebud (nota anche come battaglia del torrente Rosebud) si svolse il 17 giugno 1876 nel territorio del Montana tra l'U.S. Army con gli alleati Crow e Shoshoni ed un gruppo di indiani composto principalmente da Sioux-Lakota e Cheyenne settentrionali nel corso della grande guerra Sioux del 1876 scoppiata durante la presidenza di Ulysses S. Grant.
I Cheyenne la chiamarono battaglia in cui la ragazza salvò il fratello, a causa di un incidente occorso durante gli scontri che coinvolse Donna Coraggiosa. L'offensiva del generale George Crook fu bloccata dagli indiani comandati da Cavallo Pazzo, e costretta ad attendere rinforzi prima di riprendere la campagna in agosto.

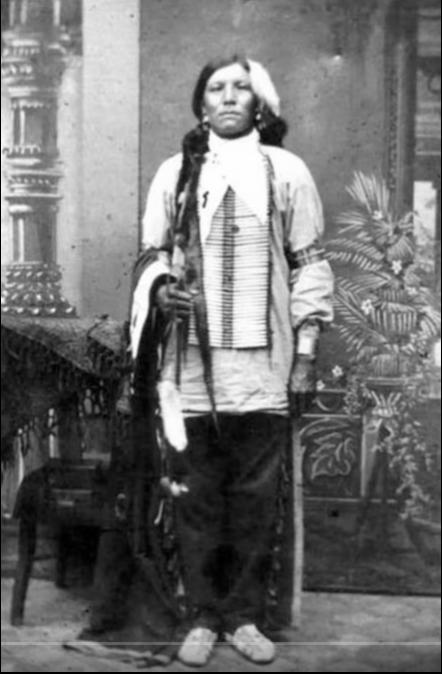
Presunta foto di Cavallo Pazzo, la cui autenticità è in dubbio

## Contesto storico
I Sioux-Lakota ed i loro alleati Cheyenne settentrionali si erano guadagnati con il trattato di Fort Laramie (1868) una riserva, comprese le Colline Nere, nel territorio del Dakota, ed una grande area di "territorio non ceduto" in quello che poi divenne Montana e Wyoming. Entrambe le aree erano ad uso esclusivo dei nativi ed ai bianchi, ad eccezione degli ufficiali governativi, era fatto divieto di entrarvi. Nel 1874 la scoperta dell'oro nelle Colline Nere convinse il governo statunitense a cercare di comprarle dagli indiani.
Fu ordinato a tutte le tribù di Sioux e Cheyenne di radunarsi nelle agenzie della riserva entro il 31 gennaio 1876 per negoziare la vendita. Alcune tribù non si presentarono, ed alla scadenza del termine gli Stati Uniti d'America costrinsero Toro Seduto, Cavallo Pazzo e i loro seguaci nelle riserve. La prima spedizione militare contro gli indiani ostili avvenne nel marzo 1876 e fu un fallimento concludendosi con la battaglia del fiume Powder.
Nel giugno 1876 gli Stati Uniti ripresero la lotta con un'invasione su tre fronti nella regione dei fiumi Bighorn e Powder. Il colonnello John Gibbon guidò un gruppo di uomini da ovest, il generale Alfred Terry (col tenente colonnello George Armstrong Custer) giunse da est, mentre il generale George Crook partì verso nord da Fort Fetterman, nei pressi dell'attuale Douglas (Wyoming).
L'obiettivo era quello di convergere trovando e sconfiggendo i nativi, e spingendoli nella riserva. La spedizione di Crook, chiamata spedizione Bighorn e Yellowstone, era composta da 993 unità di cavalleria e fanti a dorso di mulo, 197 portatori e carrettieri civili, 65 minatori del Montana, tre ricognitori e cinque giornalisti. Il più esperto ricognitore di Crook era Frank Grouard. Tra i membri della spedizione vi era Calamity Jane, travestita da uomo.
Crook aveva abbandonato Fort Fetterman sul Bozeman Trail dopo che era stato teatro di molte battaglie nel corso della guerra di Nuvola Rossa di dieci anni prima. Raggiunsero il fiume Tongue nei pressi dell'attuale Sheridan (Wyoming) l'8 giugno. Cavallo Pazzo aveva minacciato di combattere se "Tre Stelle" [Crook] avesse attraversato il Tongue, ed il 9 giugno gli indiani lanciarono un attacco a distanza, sparando all'accampamento statunitense e ferendo due uomini.
Crook ed i suoi uomini rimasero presso il Tongue per molti giorni in attesa degli alleati Crow e Shoshoni. 175 Crow e 86 Shoshoni giunsero il 14 giugno con Frank Grouard. Erano contenti di poter combattere gli antichi nemici, ma avvisarono Crook del fatto che Lakota e Cheyenne erano "numerosi come l'erba". Shoshoni e Crow erano ben armati. Crook era famoso per "usare indiani per cacciare gli indiani" ed i guerrieri Crow e Shoshoni erano molto importanti per lui.
Il 16 giugno, lasciando indietro il convoglio dei rifornimenti con i civili a guardia, Crook ed i soldati, con Crow e Shoshoni in testa, avanzarono verso nord oltre il Tongue fino alle sorgenti del Rosebud Creek alla ricerca di Lakota e Cheyenne. Ogni soldato aveva razioni per quattro giorni e 100 cartucce di munizioni. L'intenzione di Crook era quella di fare una marcia tranquilla quando Crow e Shoshoni incontrarono una mandria di bisonti aprendo il fuoco. Crook sapeva che avrebbe trovato un grosso villaggio indiano da attaccare sul Rosebud Creek, ma in realtà era sull'Ash Creek, ad ovest del Rosebud Creek. Crook sottostimò la determinazione del nemico. Aveva previsto la solita tattica indiana del "colpisci e scappa" e delle imboscate, non una battaglia campale.
Almeno 1000 indiani uscirono dal villaggio il 16 giugno in piena notte per raggiungere i soldati sul Rosebud. Cavalcarono tutta la notte, facendo riposare i cavalli solo un paio d'ore prima di continuare, ed entrando in contatto con i ricognitori di Crook attorno alle 8:30 del mattino del 17 giugno.

## Attacco sul Rosebud
Il 17 giugno 1876 la colonna di Crook marciò a nord lungo la biforcazione meridionale del Rosebud Creek. I soldati, in particolare i fanti a dorso di mulo, erano stanchi a causa della marcia di 50 km del giorno prima e della sveglia alle 3:00 del mattino. Alle 8:00 Crook si fermò per far riposare uomini ed animali. Nonostante si trovasse in territorio nemico, Crook non diede ordini per organizzare la difesa.
I ricognitori Crow e Shoshoni rimasero attenti mentre i militari riposavano. I soldati iniziarono a sentire spari provenire dal promontorio a nord, dove si trovavano Crow e Shoshoni, ma inizialmente pensarono che stessero facendo la caccia al bisonte. Quando il fuoco aumentò due Crow corsero dal resto dell'esercito per chiedere aiuto. Alle 8:30 Sioux e Cheyenne avevano messo in crisi gli alleati indiani di Crook sulle alture a nord dell'esercito. In netta inferiorità numerica, Crow e Shoshoni corsero al campo, ma la loro resistenza, per quanto leggera, diede a Crook il tempo di dispiegare le forze.
La battaglia che seguì durò sei ore e fu composta da azioni disgiunte e cariche e controcariche da parte di Crook e Cavallo Pazzo. I due schieramenti si muovevano su un fronte mobile largo 5 chilometri. Lakota e Cheyenne si divisero in vari gruppi nel corso della battaglia. I soldati potevano resistere agli assalti indiani costringendoli alla ritirata, ma non erano in grado di sconfiggerli.
Inizialmente Crook diresse le proprie forze alla conquista delle alture a nord ed a sud del Rosebud Creek. Ordinò al capitano Van Vliet, con due gruppi del 3º cavalleria, di occupare le alture a sud del Creek fermando gli attacchi dei nativi. A nord il maggiore Chambers con due compagnie del 4º fanteria e tre compagnie del 9º fanteria ed il capitano Noyes con tre gruppi del 2º cavalleria formarono una linea avanzando verso i Lakota. L'avanzata fu lenta a causa del fuoco laterale sparato dagli indiani posti sulle alture a nordest.
Per accelerare l'avanzata Crook ordinò al capitano Anson Mills, al comando di sei squadre del 3º cavalleria, di caricare i Lakota. La carica di Mills fiaccò gli indiani facendoli ritirare lungo il crinale. Mills riformò le linee e lanciò una nuova carica, spingendo i nativi a nordovest sulla collina successiva. Mentre si preparava a cacciare gli indiani anche da lì, Mills ricevette l'ordine di Crook di bloccare l'avanzata ed assumere un atteggiamento difensivo.
Chambers e Noyes portarono i propri uomini a sostegno e, in pochi minuti, si unirono a Mills in cima al crinale. Il grosso dell'esercito di Crook, raggiunto da portatori e carrettieri, occupò una collina che chiamarono Crook's Hill. Attorno alle 9:30 vi stabilirono il quartier generale, mentre Crook programmava la mossa seguente.
Durante l'avanzata di Mill ad un guerriero Cheyenne, Appare-alla-Vista (Comes in Sight), fu colpito il cavallo. Mentre stava fuggendo a piedi dai soldati di Mill, la sorella Buffalo Calf Road Woman/Mutsimiuna (Donna-della-Strada-dei-Giovani-Bisonti) giunse a cavallo per salvarlo. Appare-alla-Vista saltò sul cavallo di lei ed i due riuscirono a fuggire. Mills era impressionato dagli indiani su questo fronte. "Erano i migliori soldati a cavallo sulla terra. Mentre ci caricavano esponevano poco della loro persona, tenendo un braccio dietro il collo ed una gamba sopra il cavallo, sparando e lanciando da sotto il cavallo, tanto che non c'era parte del corpo che potessimo mirare".
Le prime cariche di Crook gli fecero guadagnare terreno chiave ma fecero poco danno agli indiani. Le cariche disperdevano i nativi, ma questi non fuggivano dal campo. Dopo essersi allontanati Lakota e Cheyenne sparavano da distante ed attaccavano spesso in piccoli gruppi. Quando venivano contrattaccati dai soldati i guerrieri scappavano sui loro veloci cavalli. Crook capì che le cariche erano inefficaci.
Crook credeva a torto che la strana tenacia di Lakota e Cheyenne era basata sulla difesa delle famiglie in un villaggio vicino. Ordinò quindi ai capitani Mills e Noyes di ritirare la propria cavalleria da Crook's Hill e dirigersi ad est per costeggiare il Rosebud a nord fino a trovare questo fantomatico villaggio. Richiamò il battaglione di Van Vliet dalla riva sud del Rosebud per dare sostegno a Crook's Hill. Mentre Mills e Noyes si dirigevano al Rosebud, in cerca di un villaggio che non esisteva, la situazione del tenente colonnello William Royall, secondo in comando di Crook, stava peggiorando.
Royall aveva inseguito gli indiani che assaltavano il campo di Crook con sei compagnie di cavalleria. Royall avanzò rapidamente lungo il crinale a nordovest fino ad un punto situato circa 1,5 chilometri da Crook e diviso dalla valle del Kolmarr Creek. Lakota e Cheyenne si allontanarono da Crook concentrando gli attacchi su Royall tagliandolo quasi fuori da Crook. Vedendo il pericolo, Crooks ordinò a Royall di ritirarsi a Crook's Hill. Royall mandò solo una compagnia ad unirsi a Crook, affermando in seguito che i suoi uomini erano troppo impegnati per ritirarsi.
La situazione di Royall peggiorò, e cercò di ritirarsi oltre il Kollmar Creek, ma il fuoco degli indiani era troppo fitto. Iniziò allora a ritirarsi a sudest lungo il crinale. Un grosso gruppo di Sioux e Cheyenne interruppe la lotta con gli uomini di Crooks e caricò la valle del Kollmar Creek, avanzando fino al Rosebud. Quando il capitano Guy Vernor Henry fu ferito i suoi soldati furono presi dal panico, ma Crow e Shoshoni giunsero e scacciarono Lakota e Cheyenne.
Crook mandò anche due compagnie di fanteria ad occupare una collina vicina per aiutare Royall col fuoco a lunga gittata che avrebbe tenuto a distanza Lakota e Cheyenne. Questi non tentatorno attacchi alla fanteria, intimoriti dai fucili a lunga gittata. Crow, Shoshoni e le due compagnie di fanteria probabilmente salvarono Royall dalla distruzione.

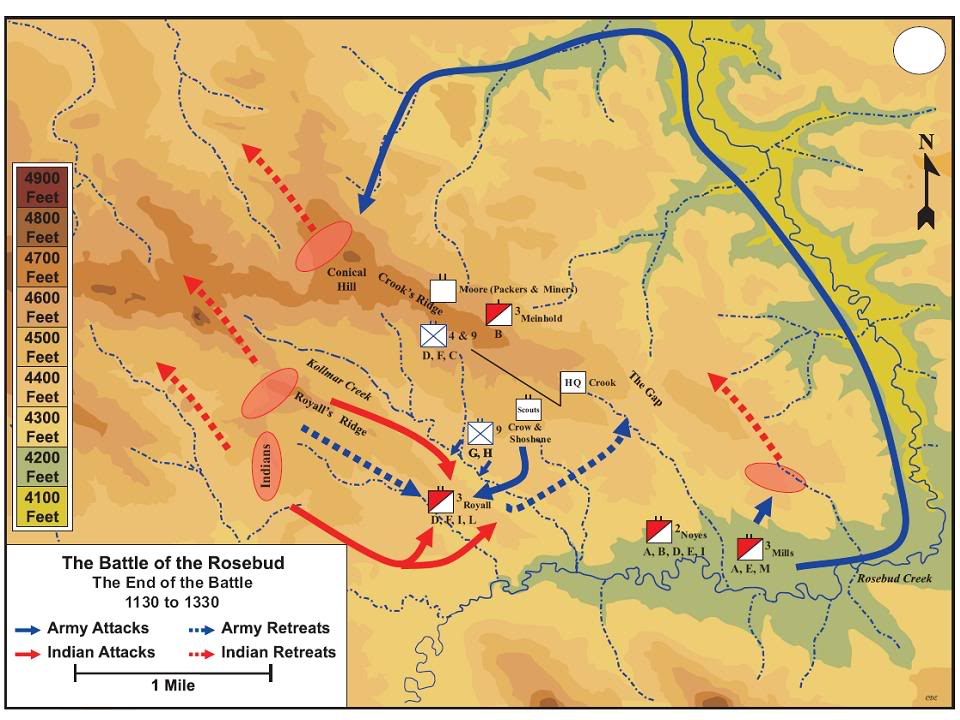
La posizione delle forze opposte alla fine della battaglia quando gli indiani si ritirarono

Verso le 11:30 Royall proseguì la ritirata a sudest ed assunse una nuova posizione difensiva. Fu attaccato su tre lati. Dal suo quartier generale Crook capì che Royall aveva bisogno di quell'aiuto che solo Mills, che stava discendendo il Rosebud Creek a 4 o 5 chilometri di distanza, poteva fornirgli. Crook ordinò a Mills di dirigersi ad ovest ed attaccare la retroguardia dei nativi che stavano attaccando Royall.

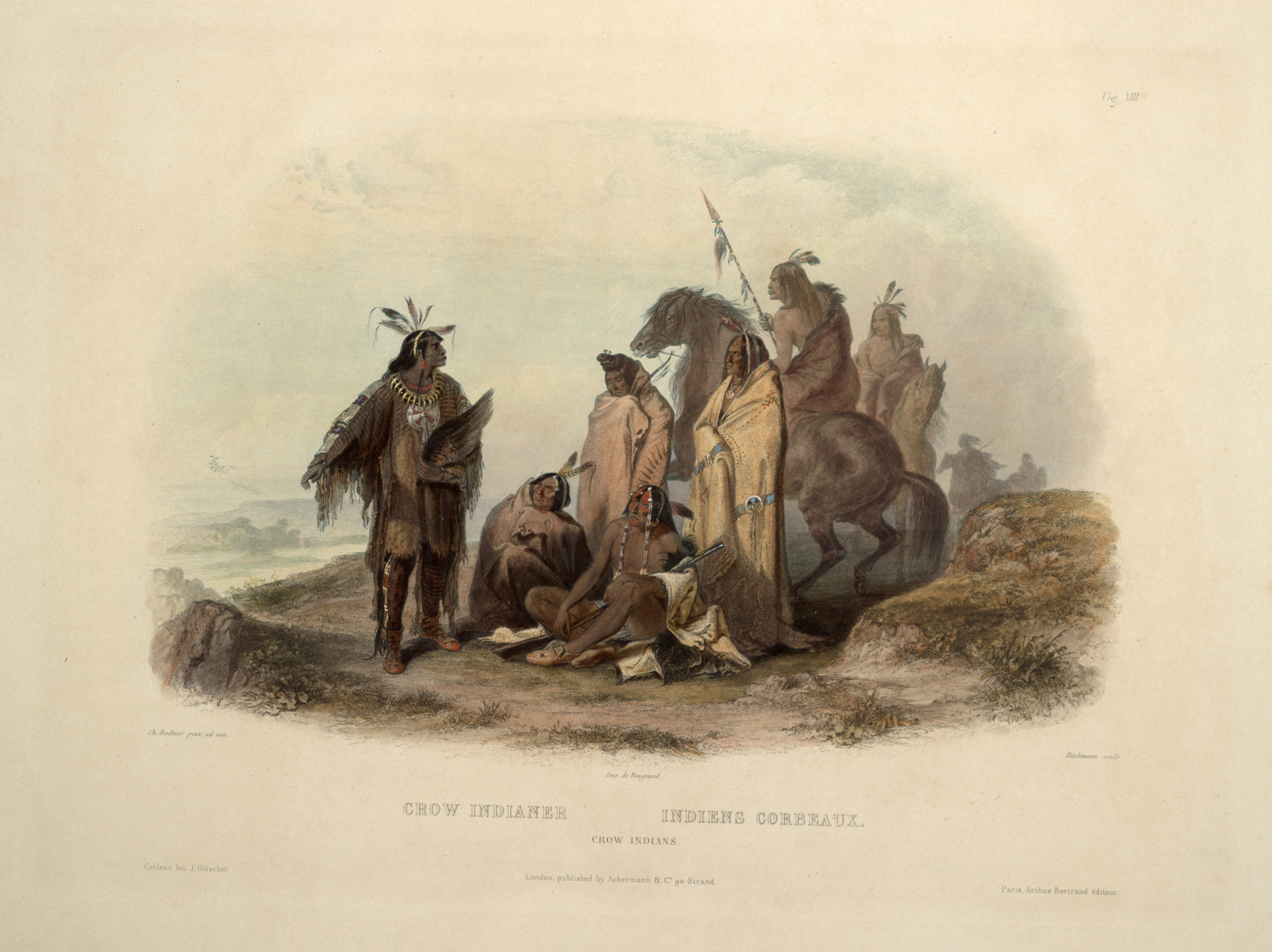
Crow e Shoshoni impedirono a Crook di venire sorpreso e subire forse una sconfitta catastrofica

Attorno alle 12:30 Royall iniziò una nuova ritirata nel burrone di Kollmar. La sua cavalleria montò e si preparò a galoppare in mezzo al fuoco per raggiungere la posizione relativamente sicura di Crook. Quando la cavalleria statunitense iniziò la fuga, i ricognitori Crow e Shoshoni caricarono gli inseguitori Lakota e Cheyenne togliendo pressione a Royall. Le due compagnie di fanteria fornirono fuoco di copertura dal versante nordorientale del burrone. Royall subìmolte perdite nella battaglia.
Mills giunse troppo tardi sul fianco Lakota e Cheyenne per favorire la ritirata di Royall, ma la sua apparizione inaspettata obbligò Lakota e Cheyenne a ritirarsi dal campo di battaglia. La cavalleria inseguì gli indiani, anche se per poco. La battaglia del Rosebud terminò alle 14:30 circa.

## Morti e Conseguenze
Le stime dei caduti su entrambi i fronti variano considerevolmente. Crook disse di aver subito 10 morti e 21 feriti. Il suo aiutante John Gregory Bourke aggiunse che 4 delle ferite erano mortali e contò in tutto 57 morti. Frank Grouard disse che 28 soldati furono uccisi e 56 feriti. Le stime dei Crow uccisi variano da 1 a 5 e tra gli Shoshoni da 1 a 8. I morti Lakota e Cheyenne furono stimati tra i 10 ed i 100. I Crow dissero di aver preso 13 scalpi (anche se gli scalpi potevano essere tagliati a pezzi e divisi tra i guerrieri). Cavallo Pazzo disse in seguito che i morti Lakota e Cheyenne furono 36 oltre a 63 feriti. Non si sa come fosse a conoscenza di un numero tanto preciso, dato che non sembra che gli indiani tenessero registri statistici tra Sioux, Lakota, Cheyenne ed Arapaho.
Per gli standard della guerriglia indiana, la battaglia del Rosebud fu lunga e sanguinosa. Lakota e Cheyenne combatterono con ostinazione dimostrando di accettare i morti piuttosto che ritirarsi dalla battaglia. L'azione ritardante compiuta dagli alleati indiani di Crook nelle prime fasi della battaglia lo salvò da un devastante attacco a sorpresa. L'intervento dei ricognitori Crow e Shoshoni nello scontro fu decisivo per evitare a Crook una sconfitta.
Crook disse di aver vinto dato che occupò il campo di battaglia alla fine della giornata, ma le sue azioni smentiscono questa pretesa. Intimorito dai feriti e dalla scarsezza di provviste, Crook tornò al campo di Goose Creek, nei pressi di Sheridan, Wyoming, dove rimase per sette settimane in attesa di rinforzi. Non partecipò alla battaglia del Little Bighorn di otto giorni dopo. Gli alleati Crow e Shoshoni di Crook tornarono a casa poco dopo la battaglia. Lakota e Cheyenne tornarono al campo di battaglia dopo la partenza di Crook, impilando rocce nei punti chiave della battaglia. Alcune di questa sono tuttora presenti.

## Sito storico

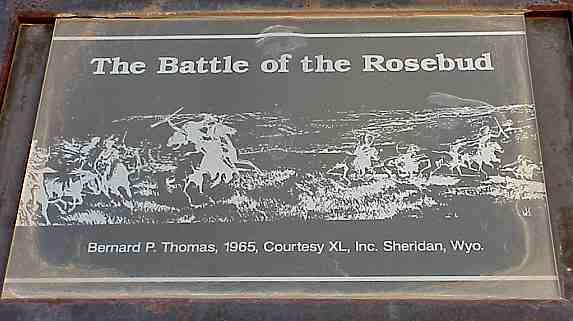
Targa del sito, 2003

Il sito della battaglia è protetto col nome di Rosebud Battlefield State Park nella contea di Big Horn (Montana). Il sito fa parte dei National Register of Historic Places dal 1972 e, nel 2008, è entrato a far parte dei National Historic Landmark.

## Ordine di battaglia
Stati Uniti d'America
- Dipartimento del Platte - Generale di brigata George Crook
  - 2º cavalleria (compagnie A, B, D, E e I)
  - 3º cavalleria (compagnie A, B, C, D, E, F, G, I, L e M)
  - 4º fanteria (compagnie D e F)
  - 9º fanteria (compagnie C, G e H)
- Crow
- Shoshoni

Sioux e Cheyenne -- Cavallo Pazzo
- Lakota Sioux (Oglala, Hunkpapa, Sans Arc, Sihasapa, Miniconjou, Due Marmitte, Brulé)
- Santee Sioux
- Cheyenne settentrionali
- Arapaho settentrionali